# Isla Hornos
L'isla Hornos è un'isola del Cile meridionale tra l'oceano Pacifico e l'Atlantico. Appartiene alla regione di Magellano e dell'Antartide Cilena, alla provincia dell'Antartica Cilena e al comune di Cabo de Hornos. L'isola è principalmente conosciuta per Capo Horn (in spagnolo: Cabo de Hornos), generalmente considerato il punto più meridionale del Sud America, in verità le isole Diego Ramírez sono più a sud, mentre il punto continentale più a sud è Capo Froward nello stretto di Magellano.
Hornos fa parte delle isole Hermite, all'interno dell'arcipelago della Terra del Fuoco ed è inserita nel Parco nazionale Capo Horn.

## Geografia

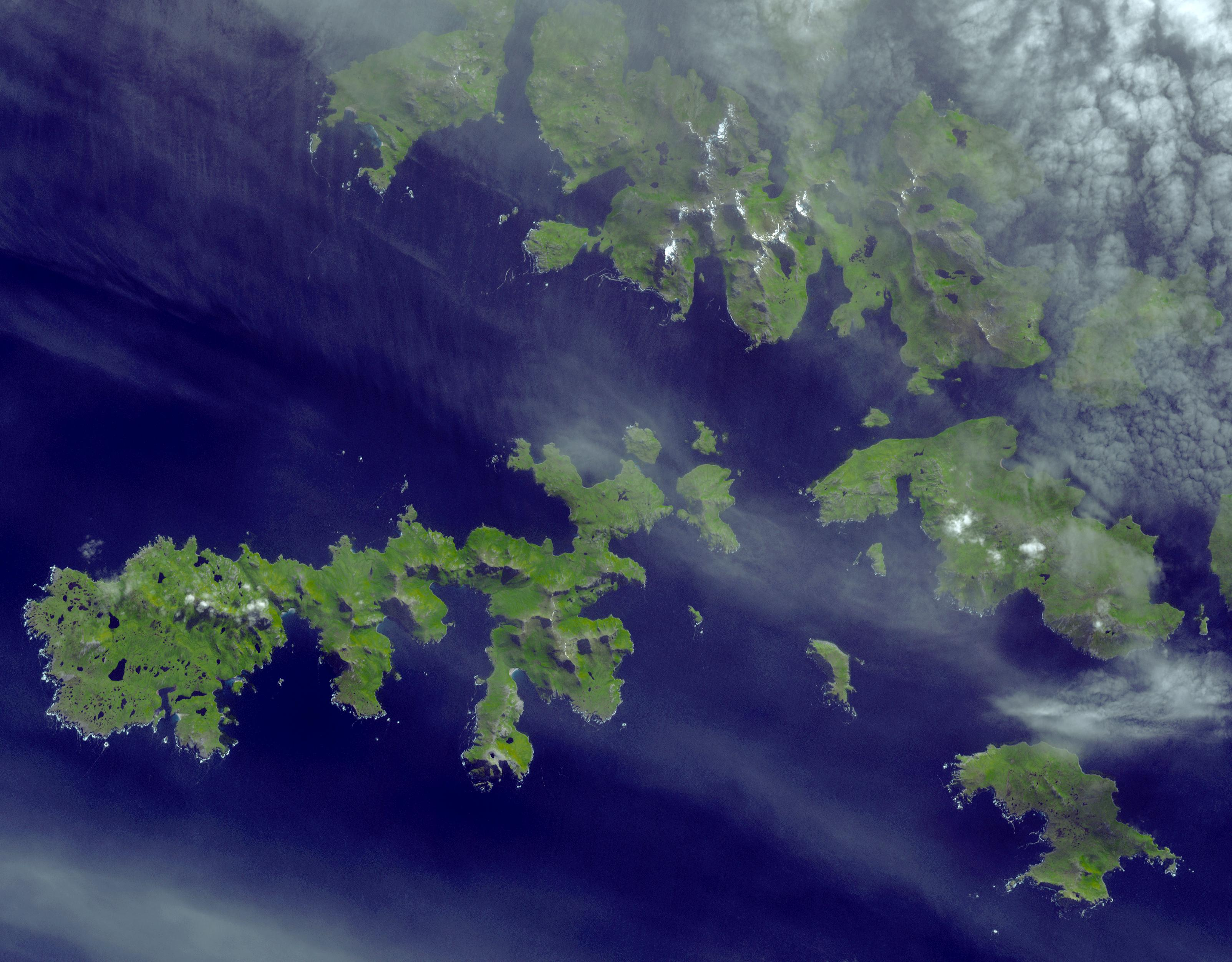
L'isla Hornos in basso a destra

L'isola Hornos è la più meridionale delle isole Hermite e si trova a sud di Herschel. La sua superficie è di circa 30 km²; Capo Horn è il punto più alto dell'isola con i suoi 425 metri. Sull'isola sono installati due fari: uno a Capo Horn, all'estremità sud dell'isola, costruito nel 1962, e l'altro a Punta Espolón (la punta sud-est dell'isola), costruito nel 1992. Quest'ultimo è noto come Monumental Cabo de Hornos. A poca distanza si erge un memoriale (la silhouette di un albatros) in onore dei naviganti periti durante il tentativo di doppiare Capo Horn.

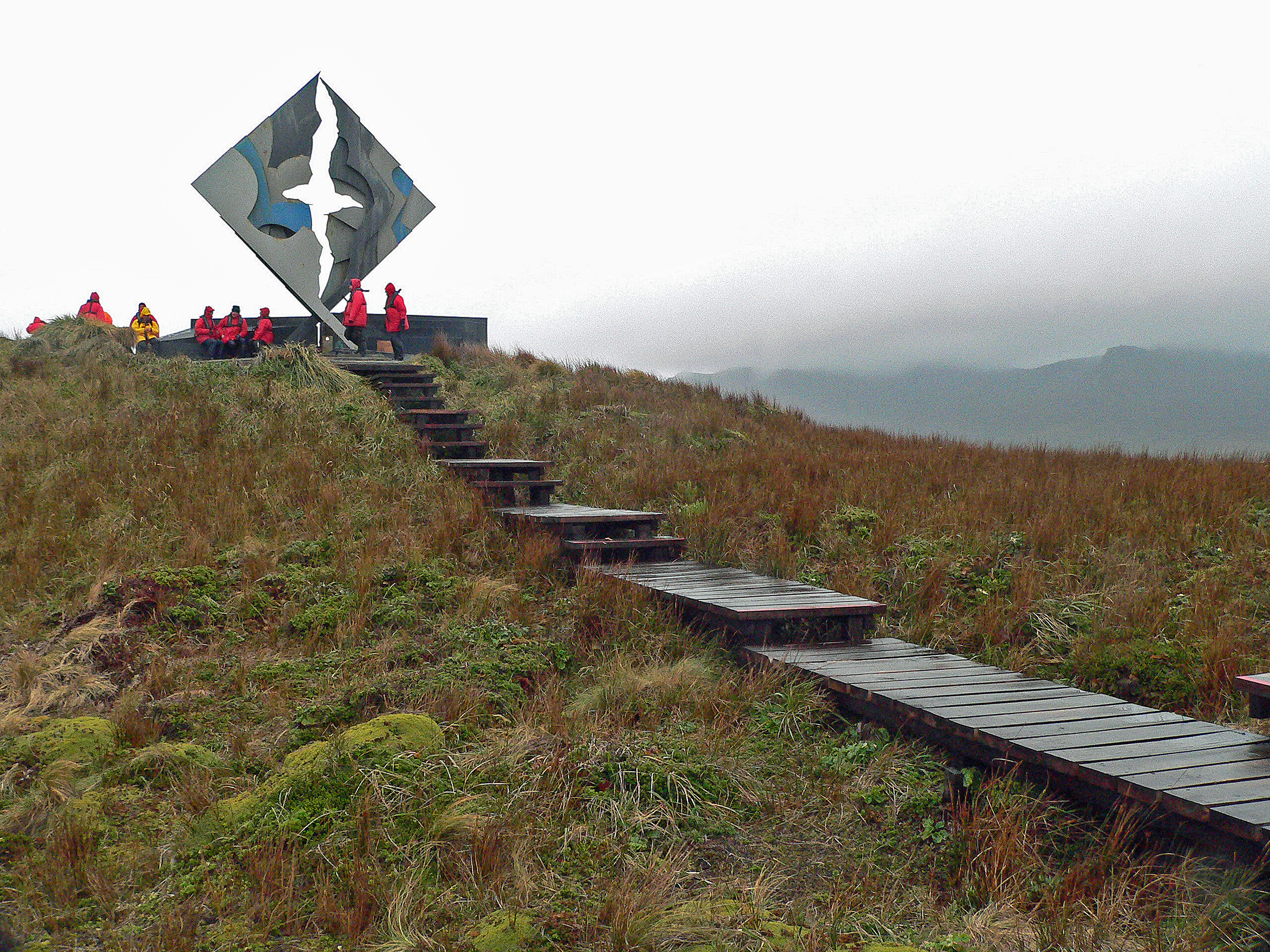
Il memoriale dedicato ai naviganti periti nel doppiare Capo Horn

## Storia
Probabilmente Robert FitzRoy, comandante del HMS Beagle, fu il primo europeo a visitare l'isola Hornos. Egli sbarcò sull'isola il 18 aprile 1830; ne raggiunse la vetta, fece dei rilievi sulla natura dell'isola e ritornò alla nave che era ancorata nella baia di Saint Martin il giorno 21.